# Таємниця Індіанського острова
«Таємниця індіанського острова» (також «Десятеро негренят» або «І не лишилось жодного»; англ. Ten little niggers, And then there were none) — детективний роман англійської письменниці Агати Крісті, написаний 1939 року. За словами авторки, найкращий її твір. Роман є найвідомішим та найпопулярнішим твором Агати Крісті: у світі продано понад сто мільйонів екземплярів книги.

## Назва
Роман вперше був виданий в Лондоні під назвою «Десятеро негренят» (англ. Ten little niggers). В американському виданні наступного 1940 року книга вийшла під назвою «І не лишилось жодного», подальші американські перевидання використовували цю назву, хоча у період між 1964 і 1986 роками у США роман виходив під назвою «Десятеро маленьких індіанців» (англ. Ten little Indians). Британські видання продовжували використовувати оригінальну назву до 1985 року. З 2000-х років у багатьох країнах на тлі протестів проти расизму почали використовувати нові назви для роману, а також його театральних чи кінематографічних адаптацій. 2020 року після того як Amazon France вилучила роман з оригінальною назвою зі своєї торгової платформи власник авторських прав на роман правнук Агати Крісті Джеймс Прічард рекомендував не видавати роман під назвою «Десятеро негренят» не лише у Франції, а й по всьому світу.
Українською мовою роман вперше був виданий 1971 року у перекладі В. Хазіна під назвою «Таємниця Індіанського острова». Також роман виходив друком у перекладі Надії Хаєцької під назвою «І не лишилось жодного».

## Дійові особи

### Головні
- Ентоні Марстон — звинувачений у вбивстві Джона та Люсі Комбсів 14 листопада 1938 року.
- Томас Роджерс і Етель — звинувачені у вбивстві Дженіфер Брейді 6 травня 1929 року.
- Джон Мак-Артур — звинувачений у вбивстві коханця своєї дружини Артура Річмонда 4 лютого 1917 року.
- Емілі Брент — звинувачена у вбивстві Беатріси Тейлор 5 листопада 1931 року.
- Лоуренс Воргрейв — звинувачений у вбивстві Едварда Сітона 10 червня 1930 року.
- Едвард Армстронг — звинувачений у вбивстві Луїзи Кліс 14 березня 1925 року.
- Вільям Блор — звинувачений у вбивстві Джеймса Лендора 10 жовтня 1928 року.
- Філіп Ломбард — звинувачені у вбивстві двадцяти людей зі східноафриканського племені в лютому 1932 року.
- Віра Клейторн — звинувачена у вбивстві Саріла Гамільтона 11 серпня 1935 року.

### Другорядні
- Фред Нарракотт — водій човна, на якому головні герої потрапляють на острів.
- Айзек Морріс — адвокат містера Оніма, допомагає в купівлі острова та в організації збирання жертв на цьому острові.
- Інспектор Мейн і Томас Легг — поліціянти, що розслідують убивства.

## Сюжет
На Негритянський острів запрошено вісім людей, які не знають один одного. Вони з різних верств суспільства, різного віку. Кожен із них одержав листа від когось із давніх знайомих. На острові їх зустрічає сім'я гувернантів Роджерс. Вони розташовуються в будинку, чекаючи господарів, таємничих пана та пані Онім (в оригіналі Owen; разом з ініціалами це прізвище нагадує слово unknown, тобто невідомий; у деяких перекладах аналогічно фігурує слово анонім). У центрі столу стоїть таця із десятьма статуетками негренят. У кожного з гостей в кімнаті на стіні висить дитяча лічилка про десятьох негренят.
Під час вечері з грамофонної платівки, поставленої Роджерсом (який не знав, що там записано), лунає голос, який звинувачує кожного з присутніх десятьох людей у вбивствах. Після келиху віскі помирає Ентоні Марстон, який був звинувачений у вбивстві двох маленьких дітей (переїхав на машині на високій швидкості). Згодом містер Роджерс помічає, що негренят на таці стало дев'ять. Вранці жителі острова виявляють мертвою Етель Роджерс. Підозри передусім падають на її чоловіка та на лікаря Армстронга, що дав їй ліки після непритомності. Герої чекають на човен, щоб повернутися назад, але внаслідок несприятливої погоди ніхто не припливає. Герої опинилися в пастці. Вони вирішують обшукати острів. За справу беруться Філіп Ломбард, лікар Армстронг і Вільям Блор, але їхні пошуки завершилися невдало. Вдень (під час прогулянки) невідомий вбиває генерала Макартура, що зізнався в описаному вбивстві. Після цього всього суддя Воргрейв приходить до висновку, що вбивця — один із запрошених на острів. Наступного ранку помирає Томас Роджерс — під час рубання дров йому роздробили череп. З кожним убивством кількість негренят на таці зменшується.
Наступною жертвою стає Емілі Брент, і також згідно з лічилкою в кімнаті кожного гостя — їй вводять смертельну ін'єкцію, а біля неї випускають джмеля. Герої перестають довіряти один одному і вирішують триматися разом. У певному моменті Віра лякається водоростей, які хтось повісив у її кімнаті, після чого до неї підбігають Армстронг, Блор і Ломбард. Повернувшись у вітальню, вони бачать мертвого суддю Воргрейва в імітації суддівського одягу і з простреленою головою. Вранці виявляться, що лікар Армстронг зник. Тепер він є головним підозрюваним. Троє, що залишилися живі, вирішують перебувати поза будинком. Але врешті Блор вирішив повернутися в будинок поїсти. В той час невідомий скидає йому на голову годинник з підставкою, яка формою нагадує ведмедя; цей годинник був у кімнаті Віри Клейтон.
Філіп Ломбард і Віра Клейтон бачать мертвого Блора. Сумнівів у тому, що вбивця — лікар, немає. Але вони бачать мертве тіло лікаря на каміннях у воді. На острові лишається дві людини. Віра, вважаючи, що вбивця Ломбард, викрадає з його кишені револьвер, який він узяв із собою на острів, і згодом вбиває його (коли він робить спробу повернути револьвер). Вона залишається одна на острові. Уважаючи, що її життю нічого не загрожує, повертається в будинок до своєї кімнати. Відчинивши її, вона бачить петлю. У стані афекту дівчина здійснює самогубство.

### Епілог
На острів припливають поліціянти Томас Легг і інспектор Мейн. Вони бачать на острові десять трупів і жодної живої душі. Виявляється, що продукти на острів поставляла людина, на ім'я Айзек Морріс, але він теж мертвий. Вони вважають, що на острів їх запросив маніяк, який їх усіх вбив згідно з дитячою лічилкою та надзвичайним чином покинув острів. У записнику Блора вони знаходять запис про зникнення Армстронга. Але він не може бути вбивцею, бо його тіло було виявлене там, куди його віднесли Ломбард і Клейтон, і слідчим зрозуміло, що приплив не міг би закинути його так високо на берег. Отже, вбивця, хтось із трійки Клейторн-Блор-Ломбард. Але ніхто з цих людей не може бути вбивцею через ряд незаперечних доказів:
- Якщо вбивцею був Блор, то хто скинув на нього годинник?
- Якщо вбивця — Філіп Ломбард, то хто вбив його (на пістолеті були відбитки пальців Віри Клейторн та й сам пістолет було знайдено в кімнаті, де лежав мертвий суддя Воргрейв)?
- Якщо вбивця — Віра Клейторн, то хто поставив акуратно стілець, з якого вона зіскакувала при самогубстві?

Слідство зайшло в глухий кут.

### Сповідь справжнього вбивці
Капітан риболовного судна «Емма Джейн» знайшов пляшку з рукописом і передав її в Скотленд-Ярд. З рукопису випливає, що вбивцею є Воргрейв, який від самого дитинства любив справедливість, тому й став юристом. Крім того, він з дитинства мав деякі садистські нахили й з часом захотів не лише оголошувати вирок, але й виконувати його. Тобто скоїти вбивство. Вбивство, яке ніхто й ніколи не зможе розкрити. Але для цього йому потрібна була жертва. Воргрейв дізнався, що деякі люди скоїли такі злочини, за які їх не вдалося притягти до відповідальності. Саме таких дев'ятьох людей він і зібрав на Негритянському острові (купивши його перед цим, виступаючи під прізвищем Онім). Десятою жертвою став Айзек Морріс. Він торгував наркотиками, і одна дівчина покінчила через це з собою; Воргрейв дав йому отруйну таблетку перед тим, як вирушив на острів. Також Воргрейв дізнався, що він смертельно хворий, тому він вирішив накласти на себе руки після здійснення всіх убивств. На острові він підсипав ціанистий калій Марстону та снодійне Етель Роджерс. Вдень він непомітно вбив генерала Макартура. Після вбивства Томаса Роджерса та Емілі Брент Воргрейв увійшов у довіру до лікаря Армстронга і запропонував йому сфабрикувати симуляцію вбивства Воргрейва, бо нібито так буде легше викрити справжнього вбивцю. Після здійснення цього плану суддя виманює Армстронга з дому та вбиває. Після цього він убив Блора, Ломбард помер від руки Віри Клейторн (яка думала, що саме він є вбивцею), а Воргрейв приготував їй петлю для повішення, на якій вона й повісилася під впливом емоцій. Згодом Воргрейв скоїв самогубство, лежачи в тій самій позі, в якій його залишили гості.

## Адаптації
Книга є надзвичайно популярною у всьому світі — за результатами інтернет-голосування, в якому взяли участь понад 15 тисяч осіб з різних країн, ця книга є найпопулярнішим твором Агати Крісті.
1943 року А. Крісті написала п'єсу «І не лишилось жодного» (англ. «And Then There Were None»), що завершується хепі-ендом (Віра Клейторн і Філіп Ломбард залишаються в живих, до того ж вони не винні у своїх злочинах).
Книга неодноразово екранізувалася. Першою екранізацією був фільм «І не лишилось жодного» французького режисера Рене Клара 1945 року. Кіно також завершувалося хепі-ендом. У 1965, 1974 та 1989 роках виходили інші екранізації твору, доволі вільні — дія перенесена в інше місце (відповідно Альпи, Іран та Африку) та в сучасність. Всі ці фільми також мають щасливий фінал від п'єси. В екранізаціях зазвичай фігурує роман між Клейторн і Ломбардом, відсутній в книзі.
На пострадянському просторі відомою екранізацією є двосерійний телефільм «Десятеро негренят» С. Говорухіна, який зберіг початкову назву книги, а його фінал наближений до оригінала, хоча вбивця скоює самогубство у надто явний спосіб, який навряд створить для слідчих загадку, як у книзі.
У жовтні 2005 року вийшла комп'ютерна гра «Агата Крісті. І не лишилось жодного» (англ. Agatha Christie: And Then There Were None). У лічилці згадується десятеро моряків, а гра ведеться від Пітера Нарракота, вигаданого брата човняра Фреда Нарракота. Існує чотири різні кінцівки залежно від того, чи вдалося гравцю врятувати Віру і/або Філіпа. Події гри в цілому відтворені близько до книги, за винятком персонажа гравця та особи вбивці (хоча після проходження гри доступне додаткове завершення, де вбивцею, як і в книзі, є Воргрейв). 
У 2015 році вийшов британський міні-серіал «І не лишилось жодного», фінал якого наближений до оригіналу.
В 2017 випущена двосерійна дорама «І не лишилось жодного», події якої відбуваються у сучасній Японії, і персонажі також є японцями та носять японські імена. Події книги відбуваються у першій серії, фінал якої наближений до оригіналу, а друга присвячена розслідуванню (на відміну від оригіналу, справу вдається розкрити силами детектива за допомогою залишених вбивцею підказок, а не завдяки посланню у пляшці).